# Isla Grosa
Isla Grosa este o arie protejată (arie de protecție specială avifaunistică — SPA) din Spania întinsă pe o suprafață de 16,84 ha, integral pe uscat.

## Localizare
Centrul sitului Isla Grosa este situat la coordonatele 37°43′40″N 0°42′27″W / 37.7278°N 0.7074°V.

## Înființare
Situl Isla Grosa a fost declarat arie de protecție specială avifaunistică în martie 2000 pentru a proteja 49 de specii de animale.

## Biodiversitate
Situată în ecoregiunea mediteraneană, aria protejată conține 6 habitate naturale: Vegetație anuală la limita mareei, Pseudostepă cu ierburi și specii anuale de Thero-Brachypodietea, Tufărișuri termo-mediteraneene și de pre-deșert, Matorral arborescenți cu Zyziphus, Tufărișuri halo-nitrofile (Pegano-Salsoletea), Faleze cu vegetație de Limonium spp. endemic de pe coastele mediteraneene.
La baza desemnării sitului se află mai multe specii protejate de  păsări (49): fluierar de munte (Actitis hypoleucos), alca (Alca torda), pescăruș albastru (Alcedo atthis), stârc cenușiu (Ardea cinerea), stârc roșu (Ardea purpurea), stârc galben (Ardeola ralloides), Bubulcus ibis, pasărea ogorului (Burhinus oedicnemus), fugaci de țărm (Calidris alpina), Calonectris diomedea, caprimulg (Caprimulgus europaeus), Caprimulgus ruficollis, prundăraș de sărătură (Charadrius alexandrinus), prundaș gulerat mare (Charadrius hiaticula), chirighiță neagră (Chlidonias niger), erete de stuf (Circus aeruginosus), erete cenușiu (Circus pygargus), egretă mică (Egretta garzetta), șoim călător (Falco peregrinus), vânturel roșu (Falco tinnunculus), pescăriță râzătoare (Gelochelidon nilotica), acvilă pitică (Hieraaetus pennatus), Hydrobates pelagicus, capîntortură (Jynx torquilla), Larus audouinii, pescăruș negricios (Larus fuscus), pescăruș-cu-cap-negru (Larus melanocephalus), pescăruș râzător (Larus ridibundus), gușă albastră (Luscinia svecica), muscar sur (Muscicapa striata), Numenius phaeopus, pietrar mediteranean (Oenanthe hispanica), pietrar sur (Oenanthe oenanthe), ciuf-pitic (Otus scops), vultur pescar (Pandion haliaetus), viespar (Pernis apivorus), Phalacrocorax aristotelis desmarestii, Phalacrocorax carbo sinensis, codroșul de pădure (Phoenicurus phoenicurus), Puffinus puffinus mauretanicus, mărăcinar (Saxicola rubetra), chiră mică (Sterna albifrons), chiră de baltă (Sterna hirundo), chiră de mare (Sterna sandvicensis), turturică (Streptopelia turtur), silvie roșcată (Sylvia cantillans), silvie de tufiș (Sylvia undata), călifar alb (Tadorna tadorna), pupăză (Upupa epops).
Pe lângă speciile protejate, pe teritoriul sitului au mai fost identificate 8 specii de plante, 24 de specii de păsări, 6 specii de reptile.